# Wolność
Wolność (Vrijheid) is een rechtslibertarische Poolse politieke partij, die sinds januari 2015 bestaat. De partij is een afsplitsing van het Congres van Nieuw Rechts (KNP), dat op zijn beurt is ontstaan als afsplitsing van de Unie voor Reële politiek (UPR). In programmatisch opzicht is de partij identiek aan haar twee voorgangers.
Tot 8 oktober 2016 was de partij bekend als KORWiN (Koalicja Odnowy Rzeczypospolitej Wolność i Nadzieja) (Coalitie voor de Vernieuwing van de Republiek Vrijheid en Hoop), een backroniem naar de naam van de oprichter Janusz Korwin-Mikke.
KORWiN werd op 22 januari 2015 opgericht nadat Janusz Korwin-Mikke eerder die maand na een intern conflict niet als partijvoorzitter was herkozen. Naast diens collega-Europarlementariër Robert Iwaszkiewicz trad ook Sejm-lid Przemysław Wipler (eerder gekozen op de lijst van Recht en Rechtvaardigheid (PiS)) tot de nieuwe partij toe. Korwin-Mikke nam in mei 2015 als kandidaat van de partij deel aan de presidentsverkiezingen en behaalde 3,26% van de stemmen (goed voor een vierde plaats onder de elf kandidaten). In oktober van dat jaar behaalde KORWiN bij de parlementsverkiezingen 4,76% van de stemmen en bleef daarmee net beneden de kiesdrempel van 5%.